# 3416 Dorrit
3416 Dorrit је Марсов тројански астероид са средњом удаљеношћу од Сунца која износи 1,917 астрономских јединица (АЈ).
Апсолутна магнитуда астероида је 13,7.